# وان رووم ديسكو
"وان رووم ديسكو" (ワンルーム・ディスコ Wan Rūmu Disuko) هي فرقة يابانية لرئيسية، فرقة واحدة من  Perfume. وأصدرت  في 25 مارس 2009 CD-فقط  و نسخة CD+DVD؛ وصلت إلى مرتبة الأولى على أوريكون الرسم البياني الأسبوعي في 1 أبريل. في طبعة محدودة من نسخة CD+DVD  شملت شكلا عند التعبئة والإرسال. دخلوا إلى  السحب على الجوائز مثل؛ تمرير وراء الكواليس، زيارة في المنزل من قبل العطر «عطر السلع الأصلية» الهدايا والقمصان.

## الخلفية
الجانب-«وان رووم ديسكو» هي في منتصف وتيرة سريعة التركيب تحتوي على العناصر الكهربائية، bubblegum pop و ديسكو. أغنية وأعلن لتكون «الربيع-دانكابل الأغنية». وتتميز أغنيتهم  الغيتار باس. بعض العبارات في أغنية تشير إلى بعض الأغاني الكلاسيكية، مثل فيديو قتل راديو ستار من قبل Buggles و التخلي عني من قبل Michael Fortunati.بشكل غنائي، وان رووم ديسكو هي حول توقعات والهموم في حياة جديدة وفي بلدة جديدة أثناء الربيع، وهو موسم واحد حيث عادةً الخريجين يدخلون في قوة العمل، أو ينتقلون إلى اليابان.
ب-الجانب "23:30" مسار متأثر ويضم الطبول و  القيثارة. فإنه يستخدم عناصر من shibuya-kei, chiptune وبوسا نوفا.

## تسجيل المسار

### سي دي
1. «وان رووم ديسكو»
2. "23:30"
3. «وان رووم ديسكو -Original Instrumental-»
4. "23:30 -Original Instrumental-"

### دي في دي
1. «وان رووم ديسكو» فيديو كليب

## أوريكون الرسوم البيانية (اليابان)
| الإصدار      | الرسم الفردي البياني أوريكون | ذروة الموقف | المبيعات لأول مرة (نسخ) | إجمالي المبيعات (نسخ) |
| ------------ | ---------------------------- | ----------- | ----------------------- | --------------------- |
| 6 أبريل 2009 | الرسم البياني اليومي         | 1           |                         |                       |
| 6 أبريل 2009 | الرسم البياني الأسبوعي       | 1           | 77,325                  | 99,825                |
| 6 أبريل 2009 | الرسم البياني الشهري         | 2           |                         |                       |
| 6 أبريل 2009 | الرسم البياني السنوي (2009)  | 59          | 101,016                 |                       |